# Campeonato Sergipano Série A2 2022
In 2022 werd het 33ste Campeonato Sergipano Série A2 gespeeld voor voetbalclubs uit de Braziliaanse staat Sergipe. De competitie werd georganiseerd door de FSF en werd gespeeld van 6 augustus tot 23 oktober. Dorense werd kampioen. 

## Eerste fase

### Groep A
| Plaats | Club                 | Wed. | W | G | V | Saldo | Ptn. |
| ------ | -------------------- | ---- | - | - | - | ----- | ---- |
| 1.     | Dorense              | 6    | 4 | 2 | 0 | 10:1  | 14   |
| 2.     | Guarany              | 6    | 2 | 2 | 2 | 7:7   | 8    |
| 3.     | Canindé              | 6    | 2 | 0 | 4 | 8:9   | 6    |
| 4.     | Força Jovem Aquidabã | 6    | 1 | 2 | 3 | 5:13  | 5    |

|  | Geplaatst voor tweede fase |

### Groep B
| Plaats | Club             | Wed. | W | G | V | Saldo | Ptn. |
| ------ | ---------------- | ---- | - | - | - | ----- | ---- |
| 1.     | Socorrense       | 6    | 5 | 1 | 0 | 20:4  | 16   |
| 2.     | Desportiva Barra | 6    | 3 | 2 | 1 | 9:6   | 11   |
| 3.     | Santa Cruz       | 6    | 2 | 0 | 4 | 8:12  | 6    |
| 4.     | Socorro          | 6    | 0 | 1 | 5 | 1:16  | 1    |

### Groep C
| Plaats | Club                 | Wed. | W | G | V | Saldo | Ptn. |
| ------ | -------------------- | ---- | - | - | - | ----- | ---- |
| 1.     | Boquinhense          | 6    | 5 | 1 | 0 | 15:2  | 16   |
| 2.     | Independente         | 6    | 2 | 1 | 3 | 7:10  | 7    |
| 3.     | Riachão              | 6    | 2 | 3 | 1 | 10:8  | 6    |
| 4.     | América de Pedrinhas | 6    | 0 | 1 | 5 | 2:14  | 1    |

|  | Geplaatst voor tweede fase |

### Groep D
| Plaats | Club          | Wed. | W | G | V | Saldo | Ptn. |
| ------ | ------------- | ---- | - | - | - | ----- | ---- |
| 1.     | Olímpico      | 6    | 5 | 1 | 0 | 11:4  | 16   |
| 2.     | Estanciano    | 6    | 4 | 0 | 2 | 16:5  | 12   |
| 3.     | Sete de Junho | 6    | 2 | 1 | 3 | 9:12  | 7    |
| 4.     | Botafogo      | 6    | 0 | 0 | 6 | 5:20  | 0    |

### Groep E
| Plaats | Club            | Wed. | W | G | V | Saldo | Ptn. |
| ------ | --------------- | ---- | - | - | - | ----- | ---- |
| 1.     | Rosário Central | 6    | 6 | 0 | 0 | 17:3  | 18   |
| 2.     | Amadense        | 6    | 2 | 1 | 3 | 10:12 | 7    |
| 3.     | Coritiba        | 6    | 2 | 0 | 4 | 7:8   | 6    |
| 4.     | Aracaju         | 6    | 1 | 1 | 4 | 4:15  | 4    |

|  | Geplaatst voor tweede fase |

## Tweede fase

### Groep F
| Plaats | Club         | Wed. | W | G | V | Saldo | Ptn. |
| ------ | ------------ | ---- | - | - | - | ----- | ---- |
| 1.     | Dorense      | 4    | 3 | 0 | 1 | 12:2  | 9    |
| 2.     | Estanciano   | 4    | 3 | 0 | 1 | 10:4  | 9    |
| 3.     | Boquinhense  | 4    | 2 | 0 | 2 | 9:8   | 6    |
| 4.     | Olímpico     | 4    | 2 | 0 | 2 | 7:7   | 6    |
| 5.     | Independente | 4    | 0 | 0 | 4 | 1:18  | 0    |

|  | Geplaatst voor derde fase |

### Groep G
| Plaats | Club             | Wed. | W | G | V | Saldo | Ptn. |
| ------ | ---------------- | ---- | - | - | - | ----- | ---- |
| 1.     | Guarany          | 4    | 2 | 2 | 0 | 2:0   | 8    |
| 2.     | Rosário Central  | 4    | 2 | 1 | 1 | 8:2   | 7    |
| 3.     | Socorrense       | 4    | 1 | 2 | 1 | 6:2   | 5    |
| 4.     | Amadense         | 4    | 1 | 2 | 1 | 6:2   | 5    |
| 5.     | Desportiva Barra | 4    | 0 | 1 | 3 | 0:16  | 1    |

## Derde fase
In geval van gelijkspel gaat de club met het beste resultaat uit de eerste fase door. 
|  | halve finale    | halve finale | halve finale | halve finale |  |            | finale | finale | finale | finale |
|  |                 |              |              |              |  |            |        |        |        |        |
|  |                 |              |              |              |  |            |        |        |        |        |
|  | Dorense         | 2            | 1            | 3            |  |            |        |        |        |        |
|  | Rosário Central | 2            | 1            | 3            |  |            |        |        |        |        |
|  |                 |              |              |              |  | Dorense    | 2      | 1      | 3      |        |
|  |                 |              |              |              |  | Estanciano | 2      | 0      | 2      |        |
|  | Guarany         | 1            | 1            | 2            |  |            |        |        |        |        |
|  | Estanciano      | 1            | 2            | 3            |  |            |        |        |        |        |

## Eindstand
| Plaats | Club                 | Groep | Wed. | W | G | V | Saldo | Ptn. |
| ------ | -------------------- | ----- | ---- | - | - | - | ----- | ---- |
| 1.     | Dorense              | A     | 14   | 8 | 5 | 1 | 28:8  | 29   |
| 2.     | Estanciano           | D     | 14   | 8 | 2 | 4 | 31:14 | 26   |
| 3.     | Rosário Central      | F     | 12   | 8 | 3 | 1 | 28:8  | 27   |
| 4.     | Guarany              | F     | 12   | 4 | 5 | 3 | 11:10 | 17   |
| 5.     | Boquinhense          | F     | 10   | 7 | 1 | 2 | 24:10 | 22   |
| 6.     | Olímpico             | F     | 10   | 7 | 1 | 2 | 18:11 | 22   |
| 7.     | Socorrense           | G     | 10   | 6 | 3 | 1 | 26:6  | 21   |
| 8.     | Amadense             | G     | 10   | 3 | 3 | 4 | 16:14 | 12   |
| 9.     | Desportiva Barra     | G     | 10   | 3 | 3 | 4 | 9:22  | 12   |
| 10.    | Independente         | F     | 10   | 2 | 1 | 7 | 8:28  | 7    |
| 11.    | Sete de Junho        | D     | 6    | 2 | 1 | 3 | 9:12  | 7    |
| 12.    | Riachão (1)          | C     | 6    | 2 | 3 | 1 | 10:8  | 6    |
| 13.    | Canindé              | A     | 6    | 2 | 0 | 4 | 8:9   | 6    |
| 14.    | Coritiba             | E     | 6    | 2 | 0 | 4 | 7:8   | 6    |
| 15.    | Santa Cruz           | B     | 6    | 2 | 0 | 4 | 8:12  | 6    |
| 16.    | Força Jovem Aquidabã | A     | 6    | 1 | 2 | 3 | 5:13  | 5    |
| 17.    | Aracaju              | E     | 6    | 1 | 1 | 4 | 4:15  | 4    |
| 18.    | América de Pedrinhas | C     | 6    | 0 | 1 | 5 | 2:14  | 1    |
| 19.    | Socorro              | B     | 6    | 0 | 1 | 5 | 1:16  | 1    |
| 20.    | Botafogo             | D     | 6    | 0 | 0 | 6 | 5:20  | 0    |

(1): Riachão kreeg dire strafpunten omdat ze niet kwamen opdagen tegen Boquinhense
|  | Promotie naar Série A 2023    |
|  | Uitgeschakeld in halve finale |
|  | Uitgeschakeld in tweede fase  |
|  | Uitgeschakeld in eerste fase  |

### Kampioen
| Campeonato Sergipano de 2022 - Série A2 |
| Sergipe                                 |
| --------------------------------------- |
| DORENSE Kampioen (2° titel)             |

1964 · 1965-1982 · 1983 · 1984 · 1985 · 1986 · 1987 · 1988 · 1989 · 1990  · 1991 · 1992 · 1993 · 1994 · 1995 · 1996  · 1997 · 1998 · 1999 · 2000  · 2001 · 2002 · 2003 · 2004 · 2005 · 2006 · 2007 · 2008 · 2009 · 2010 · 2011 · 2012 · 2013 · 2014 · 2015 · 2016 · 2017 · 2018 · 2019 · 2020 · 2021 · 2022 · 2023 · 2024